# حرية الدين في الصومال

الأوضاع السياسية والعسكرية الحالية (مايو 2024) في الحرب الأهلية الصومالية (2009 حتى الآن)

حرية الدين في الصومال تشير إلى مدى قدرة الأشخاص في الصومال على ممارسة معتقداتهم الدينية بحرية، مع الأخذ في الاعتبار السياسات الحكومية بما يخص حرية الدين، وكذلك الجهات الفاعلة غير الحكومية والمواقف المجتمعية تجاه الجماعات الدينية. بسبب الحرب الأهلية الصومالية الجارية فإن تطبيق القوانين المتعلقة بالدين من قبل الحكومات المستقلة في المنطقة غير متسق.
الإسلام السني هو دين الدولة في الصومال. وبشكل عام، يعتمد القضاء في أغلب المناطق على القانون التقليدي والعرفي المعرب بـ(حير)، والشريعة الإسلامية، وقانون العقوبات التابع لهما. وفي العديد من المناطق، تعمل أنشطة الجماعات السلفية الجهادية على تقييد الحريات الدينية بشكل أكبر، حيث يخشى السكان على أنفسهم من عرض آراءهم الدينية.
شكّل الإسلام جزءًا أساسيًا من الهوية الوطنية الصومالية طوال تاريخها الحديث. وأَقرَّ دستور عام 1961 الإسلام دينا أساسيا للدولة، وحافظت الحكومات اللاحقة على هذه السياسة. وبالرغم من ذلك فقد قامت جمهورية الصومال الديمقراطية، والتي فرضت سيطرتها على البلاد بين عامي 1969 و1991، بنشر أيديولوجية تجمع بين الإسلام والماركسية. وبعد انهيار هذه الحكومة، شهد الصومال حرباً أهلية طويلة الأمد، استمرت بشكل متقطع منذ تسعينيات القرن العشرين. وواصلت الحكومة الوطنية الانتقالية التمسك بالإسلام باعتباره دين الدولة، كما أكدت أن القانون الصومالي مُستمد من مبادئ الشريعة الإسلامية. وأنشأت منطقة صوماليلاند التي أعلنت انفصالها في بداية الحرب الأهلية (من طرف واحد) ولا تزال تتمتع بالحكم الذاتي، أنشأت دستورها الخاص الذي يرتكز على مبادئ الشريعة الإسلامية.

## التركيبة السكانية
على الرغم من أن مركز بيو للأبحاث لم يقم بإجراء مسح في الصومال، إلا أن الجارة ذات الأغلبية الصومالية جيبوتي، أفادت عام 2012 باعتناق 77٪ من الصوماليين الإسلام السني، في حين يعتبر 8٪ أنفسهم مسلمين بلا طائفة، و2٪ يتبعون المذهب الشيعي، ورفض 13٪ الإجابة عن السؤال، كما صدر تقرير آخر شمل المنطقة الصومالية في إثيوبيا نص على أن 2٪ من المسلمين ينتمون إلى طائفة أقلية (مثل الإباضية، والقرآنية، وغير ذلك). ووفقا لوزارة الشؤون الدينية الفيدرالية، فإن أكثر من 99 في المائة من السكان هم من المسلمين السنة وفق بيان أصدرته عام 2022، في حين يشكل أعضاء الجماعات الدينية الأخرى مجتمعة أقل من 1 في المائة من السكان، ويشملون مجتمعًا مسيحيًا صغيرًا، وعددًا غير معروف من المسلمين الشيعة، بالإضافة إلى الهندوس والبوذيين واليهود وبعض الوثنيين.

## خلفية تاريخية

### ما بعد الاستقلال (1960-1969)
في عام 1960، حصل الصومال البريطاني على الاستقلال من المملكة المتحدة، وأقر دستورًا لم يذكر الدين إلى حد كبير، على الرغم من أنه اعترف بالرابط بين القانون العرفي الصومالي (أحد القواعد القانونية للدستور) والشريعة الإسلامية. واتحد الصومال البريطاني مع الصومال الإيطالي لتشكيل جمهورية الصومال، التي صادقت على دستورها من خلال استفتاء شعبي في عام 1961. ونص هذا الدستور على أن الإسلام هو دين الدولة، في الوقت الذي منح فيه الحرية الدينية لجميع الأفراد في البلاد. كما أكد الدستور أن الشريعة الإسلامية هي أساس التشريع في البلاد. وحظَر تعديلٌ صدر عام 1963 التبشير بالأديان الأخرى غير الإسلام.

### جمهورية الصومال الديمقراطية (1969–1991)
في عام 1969، بعد اغتيال الرئيس الصومالي عبد الرشيد شرماركي والانقلاب العسكري، غُيّر اسم البلاد إلى جمهورية الصومال الديمقراطية وعُلّق دستور عام 1961. وأقرت الحكومة الجديدة بقيادة المجلس الثوري الأعلى سياسة خارجية جديدة أكدت فيه على الروابط الدينية بين الصومال والعالم العربي. في عام 1976 حُلّ المجلس الثوري الأعلى واستُبدِل بالحزب الاشتراكي الثوري الصومالي، الذي استمدت أيديولوجيته من المبادئ الماركسية اللينينية للاشتراكية العلمية والشريعة الإسلامية، مع بقاء الإسلام دينا للدولة. وشكلت المبادئ الإسلامية ركيزة للتقدم الاجتماعي والمساواة والعدالة، والتي زعمت الحكومة أنها جزء لا يتجزأ من الشيوعية.

### الحرب الأهلية
في أعقاب انهيار السلطة المركزية في الصومال في أوائل تسعينيات القرن العشرين، نشأت المحاكم الإسلامية في الصومال وبدأت في فرض سلطتها. وفي ذات الوقت أعلنت صوماليلاند استقلالها من جانب واحد، واعتمدت دستورًا ينص على أن الإسلام هو دين الدولة، ويحظر نشر باقي الديانات، ويعتبر الشريعة الإسلامية أساسا للتنظيم القانوني لمنطقة صوماليلاند. في عام 1995 أعاد مشروع الدستور اعتبار الإسلام السني دينا رسميًا للدولة في الصومال، وأصدرت الحكومات الانتقالية اللاحقة مواثيق قانونية اعتبرت الشريعة الإسلامية أساسا للقوانين الصومالية.
في عام 2006، استولى اتحاد المحاكم الإسلامية على السلطة على معظم مناطق جنوب الصومال. ولم تستمر سلطة المحاكم فترة طويلة إذ قُضي عليه في وقت لاحق من ذلك العام، واستعادت الحكومة الانتقالية سيطرتها على جزء كبير من البلاد بمساعدة القوات الإثيوبية. وانقسم اتحاد المحاكم الإسلامية أجنحة مختلفة متصارعة بعد تعرضه للهزيمة، وكان من بينها حركة الشباب. وفي عام 2009، ومن أجل احتواء التمرد المستمر من جانب الجماعات الإسلامية، شكلت الحكومة الانتقالية حكومة موحدة مع جناح شريف شيخ أحمد من اتحاد المحاكم الإسلامية. وفي عام 2012، اعتُمد دستور مؤقت جديد يمنح الحرية الدينية الفردية الاسمية ويحافظ على الإسلام كدين للدولة.

## الإطار القانوني
ينص الدستور المؤقت للصومال على حق الأفراد في ممارسة دينهم، مع اعتبار الإسلام دين الدولة، ويحظر نشر أي دين غير الإسلام (على الرغم من أنه لا يحظر التحول إلى دين آخر صراحة)، وينص على أن جميع القوانين يجب أن تتوافق مع المبادئ العامة للشريعة الدينية الإسلامية. ولا توجد استثناءات من تطبيق مبادئ الشريعة الإسلامية القانونية بالنسبة لغير المسلمين، على الرغم من أن معظم تطبيقات الشريعة الإسلامية تحدث على المستوى الإقليمي، وليس على المستوى الوطني. وكانت قدرة الحكومة الفيدرالية الصومالية على تنفيذ قوانينها خارج نطاق مقديشو الكبرى محدودة؛ في حين أن باقي المناطق في الصومال لا تخضع لسيطرتها. ويشترط الدستور المؤقت أن يكون الرئيس مسلما، بخلاف باقي المناصب. ولا توجد أماكن عبادة عامة لغير المسلمين في البلاد.
يظل قانون العقوبات الوطني ساري المفعول بشكل عام في جميع مناطق البلاد. ولا يحظر القانون التحول من الإسلام إلى دين آخر، لكنه يجرم التجديف و"التشهير بالإسلام"، والتي تصل عقوبتها إلى السجن لمدة عامين. في عام 2022، ألقت قوات الشرطة في صوماليلاند القبض على مقيمة محلية بتهمة التجديف والردة وإهانة الإسلام ومحمد على وسائل التواصل الاجتماعي، إضافة إلى نشر المسيحية؛ وحُكم عليها بالسجن لمدة خمس سنوات.
تتمتع وزارة التربية والتعليم الفيدرالية بصلاحية تنظيم التعليم الديني في جميع أنحاء البلاد. وتفرض السلطات الفيدرالية والإقليمية التعليم الإسلامي في جميع المدارس في البلاد، سواء العامة أو الخاصة، باستثناء المدارس التي يديرها غير المسلمين. في حين أن المدارس الخاصة تتمتع بحرية أكبر في تحديد مناهجها الدراسية على أي توجه كان.

## المواقف المجتمعية

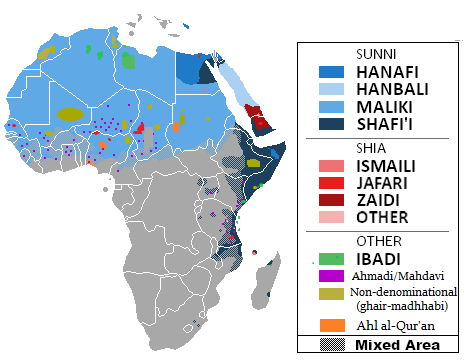
الأراضي الصومالية ملونة في الغالب باللون الأزرق الغامق (السني الشافعي)؛ ويخالطه اللون الذهبي العتيق ويشير إلى (المسلمين غير المنتمين إلى طائفة معينة) والأزرق البرانديزي ويشير إلى (السني الحنفي).

يوجد في الصومال ضغط مجتمعي قوي يدفع نحو الالتزام بالتقاليد السنية. ويعتبر التحول من الإسلام إلى دين آخر قانونيًا في بعض أجزاء الصومال، لكنه غير مقبول اجتماعيًا في جميع أنحاء البلاد؛ ويواجه المشتبه في تحولهم إلى دين آخر مضايقات من قبل أفراد مجتمعهم.

## صوماليلاند
ينص دستور صوماليلاند على أن الإسلام هو دين الدولة، ويحظر على المسلمين التحول إلى دين آخر، ويحظر نشر أي دين آخر غير الإسلام، ويشترط أن تتوافق جميع القوانين مع المبادئ العامة للشريعة الإسلامية. وينص أيضًا على أن "لكل إنسان الحق في حرية الاعتقاد ولا يجوز إكراهه على اعتناق عقيدة أخرى". في يوليو 2017، أغلقت سلطات صوماليلاند الكنيسة الكاثوليكية الوحيدة في هرجيسا. وينص دستور صوماليلاند، على لزوم أن يكون رئيس صوماليلاند والمرشحون لمنصب نائب الرئيس وأعضاء مجلس النواب مسلمين.
يحظر دستور صوماليلاند تشكيل أحزاب سياسية على أساس جماعة دينية معينة، أو معتقدات دينية، أو تفسير العقيدة الدينية.
في الماضي، كان لزامًا على المدارس الدينية وأماكن العبادة الرسمية الحصول على إذن للعمل من وزارة الأوقاف والشؤون الدينية.

## بونتلاند
في عام 2017، نص دستور بونتلاند على أن الإسلام دين الدولة، وحظر على المسلمين التحول إلى دين آخر، كما يحظر الدستور نشر أي دين آخر غير الإسلام، ويُلزم أن تتوافق جميع القوانين مع المبادئ العامة للشريعة الإسلامية. ويحظر الدستور أي قانون أو ثقافة تتعارض مع الإسلام، ويحظر المظاهرات المخالفة للإسلام. ولا يتضمن الدستور ولا تتضمن القوانين الأخرى في بونتلاند تعريفًا لمخالفة الإسلام. وينص دستور بونتلاند على أن يكون الرئيس مسلما، بخلاف شاغلي باقي المناصب. في بونتلاند، يجب على المدارس الدينية وأماكن العبادة الرسمية الحصول على إذن للعمل من وزارة العدل والشؤون الدينية.

## حركة الشباب
ارتكبت حركة الشباب المسلحة التابعة لتنظيم القاعدة في الصومال، أعمال قتل أو تشويه أو مضايقة لأشخاص مشتبه في ارتدادهم عن الإسلام أو غير الملتزمين بالمراسم الدينية للجماعة، وكانت حركة الشباب مسؤولة عن مقتل مدنيين ومسؤولين حكوميين وأعضاء في البرلمان والقوات المسلحة الصومالية والشرطة وقوات من الدول المساهمة في بعثة الاتحاد الأفريقي في الصومال (أميصوم)، حيث ذكرت هيئة الإذاعة البريطانية أن عام 2019 كان أحد أكثر الأعوام دموية على الإطلاق حيث بلغ عدد الضحايا أكثر من 1200 شخص حتى أكتوبر. وتصف حركة الشباب قوات حفظ السلام التابعة للاتحاد الأفريقي في الصومال أميصوم/أتميس والعاملين في المنظمات الإنسانية بأنهم "مسيحيون" عازمون على غزو واحتلال البلاد.
خلال عام 2017، واصلت حركة الشباب إلزام المدارس في المناطق الخاضعة لسيطرتها بتدريس شكل متشدد من أشكال الجهاد، مؤكدة على أن الطلاب يجب أن يشنوا حربًا ضد من اعتبرتهم كفارًا، بما في ذلك دول المنطقة، والحكومة الفيدرالية، وقوات الاتحاد الأفريقي في الصومال. وبعد إدخال منهجها التعليمي الجديد في أبريل 2017، بدأت حركة الشباب في إجبار المجتمعات المحلية في ولايتي هيرشبيلي وغلمدغ على تسجيل الأطفال الذين تتراوح أعمارهم بين 7 و14 عاماً في المدارس الدينية التي تديرها حركة الشباب، وذلك وفقاً لمجموعات إنسانية. واعتقلت حركة الشباب أو فرضت غرامات على الآباء الذين لم يمتثلوا لهذه التوجيهات. وبحسب جماعات إنسانية، اعتقل مسلحو حركة الشباب في حررطيري في 17 يونيو 2017، 17 من الشيوخ لرفضهم الانصياع لأوامر الجماعة؛ وبعد أيام أطلقت المجموعة سراح 15 من الشيوخ الذين وعدوا بتسجيل 50 طفلاً. وفي 20 يونيو، هددت حركة الشباب الآباء في قرى جولي وطلو وتولو حاجي لرفضهم تسجيل الأشخاص الذين تتراوح أعمارهم بين 10 و20 عاماً في المدارس الدينية التي تديرها حركة الشباب والتي افتتحت حديثاً في مناطق جولي وحررطيري، وفقاً لمنظمات إنسانية. وفي الرابع من يوليو أفادت جماعات إنسانية بأن ما لا يقل عن 100 من شيوخ وأئمة ومعلمي المدارس الدينية غير المرتبطة بحركة الشباب اعتُقِلوا في محيط ورشُبو، وحررطيري بسبب رفضهم لمطالب حركة الشباب بتسجيل الطلاب في المدارس التابعة للحركة. وأشارت تقارير من جماعات إنسانية إلى أن حركة الشباب اختطفت في أوائل يوليو من نفس العام ما لا يقل عن 45 من شيوخ العشائر في مقاطعة عيل بور لعدم التزامهم بتسليم 150 طفلاً إلى الجماعة.
في أغسطس 2022، أفادت تقارير بإعدام رجل بتهمة إهانة الرسول محمد، فضلاً عن إعدام آخرين بتهمة التجسس.
كثيراً ما تسبب الخوف من الأعمال الانتقامية من جانب حركة الشباب يمنع الجماعات الدينية من العمل بحرية؛ ومع ذلك، في عام 2022، لوحظ انخفاض في العنف ضد عمال الإغاثة.

## مناطق أخرى
الحكومات المؤقتة لولايات غلمدغ، وهيرشبيلي، وجوبالاند، وجنوب غرب الصومال لديها دساتير تعتبر الإسلام الدين الرسمي. وتنص هذه الدساتير على أن جميع القوانين يجب أن تتوافق مع المبادئ العامة للشريعة الإسلامية، وحتى عام 2017، لم تسن دساتير ولاية غالمودوغ وهيرشابيل وولاية الجنوب الغربي قوانين تتناول بشكل مباشر الحرية الدينية.